# 간소뢴

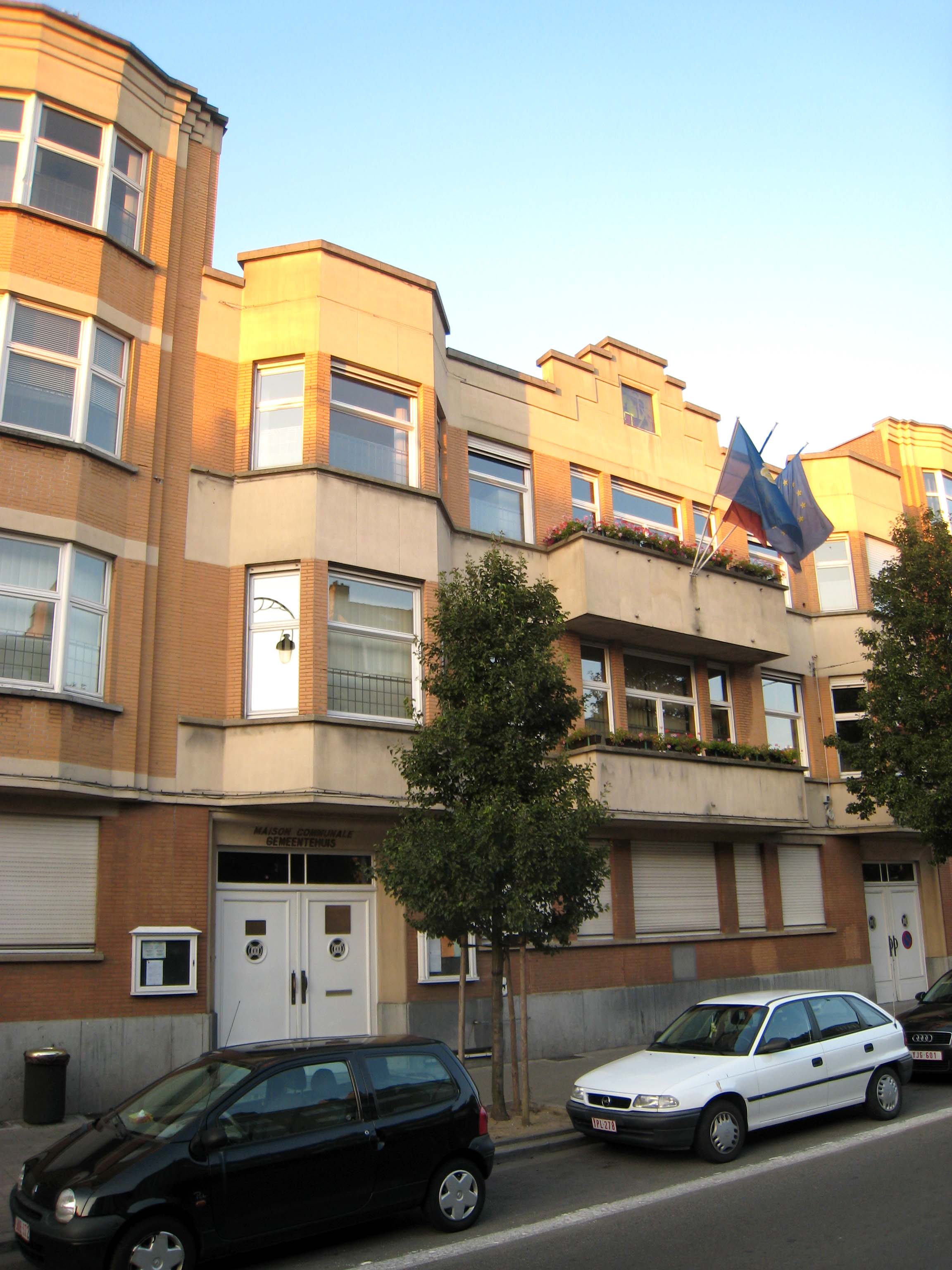
간소뢴

간소뢴(프랑스어: Ganshoren, 발음: [ɡansɔʁœn, -ʁɛn]) 또는 한스호런(네덜란드어: Ganshoren, 발음 [ˈɣɑnsˌɦoːrə(n)] ( 듣기)))은 벨기에 브뤼셀 수도 지역을 구성하는 19개 지방 자치체 가운데 하나로 면적은 2.46km2, 인구는 23,383명(2013년 1월 1일 기준), 인구 밀도는 9,500명/km2이다.

시기
시 문장